# Villiers-sur-Marne (Haute-Marne)
Pour les articles homonymes, voir Villiers-sur-Marne (homonymie).
Villiers-sur-Marne est une ancienne commune française du département de la Haute-Marne en région Grand Est. Elle est associée à celle de Gudmont en 1972, formant ainsi la commune de Gudmont-Villiers.

## Histoire
Le 1er septembre 1972, la commune de Villiers-sur-Marne est rattachée sous le régime de la fusion-association à celle de Gudmont qui devient Gudmont-Villiers.

## Politique et administration
| Période                                  | Période | Identité    | Étiquette | Qualité |
| ---------------------------------------- | ------- | ----------- | --------- | ------- |
|                                          |         | Olivier Poe |           |         |
| Les données manquantes sont à compléter. |         |             |           |         |

## Démographie
| 1911 | 1921 | 1926 | 1931 | 1936 | 1946 | 1954 | 1962 | 1968 |
| ---- | ---- | ---- | ---- | ---- | ---- | ---- | ---- | ---- |
| 216  | 181  | 180  | 162  | 202  | 195  | 198  | 178  | 164  |

## Lieux et monuments
- Église Saint-Maurice : le chœur et le clocher sont du XIIIe siècle, les autres parties sont du XVIIIe siècle